# Берёза ольховидная
Берёза ольховидная (лат. Betula alnoides) — вид деревьев рода Берёза (Betula) семейства Берёзовые (Betulaceae).

## Распространение и экология
В природе ареал вида охватывает северо-восточные районы Индии, Непал, Бутан, Бангладеш, преимущественно северные (реже центральные, западные и восточные) районы Индокитая (Мьянма, Таиланд, Вьетнам, Лаос и Камбоджа), южные и юго-западные районы Китая. Самый южный из всех известных видов берёз, достигающий в своём естественном распространении примерно 12° с.ш. в горах Кравань, Камбоджа.
Произрастает в лесах отдельными деревьями на высотах 300—2100 м над уровнем моря, а в некоторых случаях и выше (до 2700 м над уровнем моря).

## Ботаническое описание
Дерево высотой до 30 м, с преимущественно белой или светлых оттенков корой. Молодые побеги короткопушистые, позже почти голые.
Листья яйцевидно-ланцетные или ланцетные, с округлым или клиновидным основанием, по краю двоякопильчато-зубчатые, длиной 6—14 см, шириной 4—6,5 см, на черешках длиной около 2 см.
Пестичные серёжки собраны в кисти, редко одиночные, на коротких ножках, цилиндрические, длиной 3—9 см, диаметром 5 мм. Плодовые чешуи ланцетные или удлинённо-овальные, почти цельные или у основания с двумя ушками.
Плод — удлинённый или округлый, опушённый орешек с крылом в 1,5—3 раза шире орешка.

## Классификация

### Таксономия
Вид Берёза ольховидная входит в род Берёза (Betula) подсемейства Берёзовые (Betuloideae) семейства Берёзовые (Betulaceae) порядка Букоцветные (Fagales).
|  |                                      |  |                                                             |                                                             |                     |  | ещё 7 семейств (согласно Системе APG II) | ещё 7 семейств (согласно Системе APG II)                   |                                                            |  |  |  | ещё 1—2 рода        | ещё 1—2 рода           |  |  |
|  |                                      |  |                                                             |                                                             |                     |  | ещё 7 семейств (согласно Системе APG II) | ещё 7 семейств (согласно Системе APG II)                   |                                                            |  |  |  | ещё 1—2 рода        | ещё 1—2 рода           |  |  |
|  |                                      |  |                                                             | порядок Букоцветные                                         |                     |  |                                          |                                                            | подсемейство Берёзовые                                     |  |  |  |                     | вид Берёза ольховидная |  |  |
|  |                                      |  |                                                             | порядок Букоцветные                                         |                     |  |                                          |                                                            | подсемейство Берёзовые                                     |  |  |  |                     | вид Берёза ольховидная |  |  |
|  | отдел Цветковые, или Покрытосеменные |  |                                                             |                                                             | семейство Берёзовые |  |                                          |                                                            | род Берёза                                                 |  |  |  |                     |                        |  |  |
|  | отдел Цветковые, или Покрытосеменные |  |                                                             |                                                             |                     |  |                                          |                                                            |                                                            |  |  |  |                     |                        |  |  |
|  |                                      |  | ещё 44 порядка цветковых растений (согласно Системе APG II) | ещё 44 порядка цветковых растений (согласно Системе APG II) |                     |  |                                          | ещё одно подсемейство, Лещиновые (согласно Системе APG II) | ещё одно подсемейство, Лещиновые (согласно Системе APG II) |  |  |  | ещё более 110 видов |                        |  |  |
|  |                                      |  |                                                             | ещё 44 порядка цветковых растений (согласно Системе APG II) |                     |  |                                          |                                                            | ещё одно подсемейство, Лещиновые (согласно Системе APG II) |  |  |  |                     |                        |  |  |